# آب آسمانی
آب آسمانی (فسا)، روستایی از توابع بخش مرکزی شهرستان فسا در استان فارس ایران است. که اغلب محصولات این شهر شامل مرکباتی مانند: نارنج, لیموترش و ،،، میباشد.

## جمعیت
این روستا در دهستان جنگل قرار دارد و بر اساس سرشماری مرکز آمار ایران در سال ۱۳۸۵، جمعیت آن ۱۶۷ نفر (۳۷خانوار) بوده‌است.